# Tasio Erkizia
Tasio Erkizia Almandoz (Lesaca, Navarra, 23 de octubre de 1943) es un político español, miembro histórico de la izquierda abertzale e independentista vasco.

## Biografía
Tasio Erkizia nació en la localidad navarra de Lesaca. Ingresó en la orden salesiana, ordenándose sacerdote. También se licenció en Psicología. Afincado en Bilbao, desde 1971 impartió clase en la ikastola El Karmelo-Solokoetxe del barrio de Santuchu, ha seguido viviendo en ese barrio y enseñando en la misma ikastola, de la que llegó a ser director, hasta su jubilación. Poco antes de la muerte de Franco, el 8 de mayo de 1975, Tasio Erkizia fue detenido durante el estado de excepción y fue torturado en la comisaría. Además de golpes, sufrió un intento de violación. Debido a las lesiones sufridas, estuvo dos meses hospitalizado, en grave estado.
Participó en la fundación de la coalición Herri Batasuna (HB) en 1978, perteneciendo a dicha formación hasta su desaparición en 2001, siendo miembro de su dirección ("Mesa Nacional") durante 18 años. En 1979 formó parte de la candidatura de HB al ayuntamiento de Bilbao, resultando elegido concejal y ocupando el puesto de teniente de alcalde durante la legislatura 1979-1983. En 1984 fue elegido diputado en el Parlamento Vasco, permaneciendo en la cámara hasta 1998, si bien no participó en la actividad parlamentaria, dado que HB boicoteaba la cámara legislativa vasca. Como miembro de la Mesa Nacional fue portavoz habitual de la coalición junto con Jon Idigoras.
En febrero de 1997 fue encarcelado junto con los otros 22 integrantes de la dirección de HB, acusados de colaboración con banda armada, al haber cedido un espacio electoral gratuito de HB para difundir un vídeo de la organización terrorista Euskadi Ta Askatasuna (ETA). El Tribunal Supremo condenó a todos los juzgados a siete años de prisión, pero en julio de 1999 fue excarcelado, junto con los demás integrantes de la dirección de HB, al considerar desproporcionada la pena el Tribunal Constitucional.
Sin embargo, al desaparecer HB en 2001 y ser sucedida por Euskal Herritarrok y posteriormente por Batasuna, Erkizia pasó a segundo plano. Si bien volvió a ejercer como portavoz de la izquierda abertzale en algunas ocasiones, al ser encarcelados muchos de los dirigentes del movimiento, y también recobró protagonismo durante el debate interno en la izquierda abertzale que dio lugar a Sortu.